# Font del Comí
La Font del Comí és una font de l'antic terme d'Hortoneda de la Conca, pertanyent a l'actual municipi de Conca de Dalt, al Pallars Jussà, en terres dels Masos de la Coma.
Està situada a 1.974 m d'altitud, a l'extrem nord-est del municipi, al vessant septentrional de la Serra del Boumort, a migdia de la Coma d'Orient. És al sud dels Escards de la Font del Comí, al nord de l'Obaga de la Font del Comí i a llevant de la Solana de la Font del Comí.